# Pediocactus bradyi
Pediocactus bradyi L.D.Benson es una especie fanerógama perteneciente a la familia Cactaceae. 

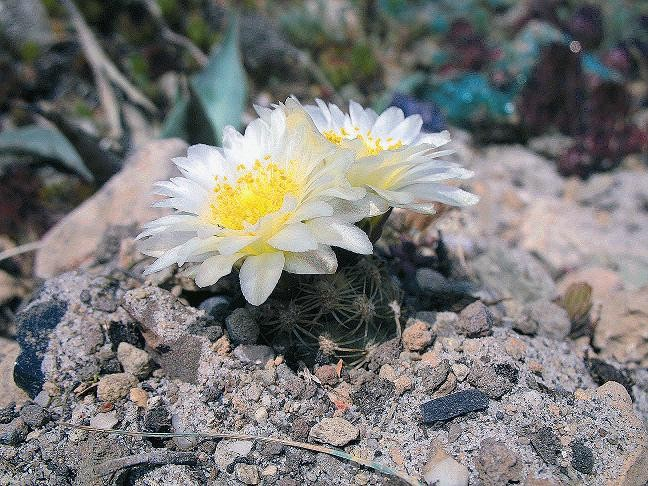
Vista de la planta

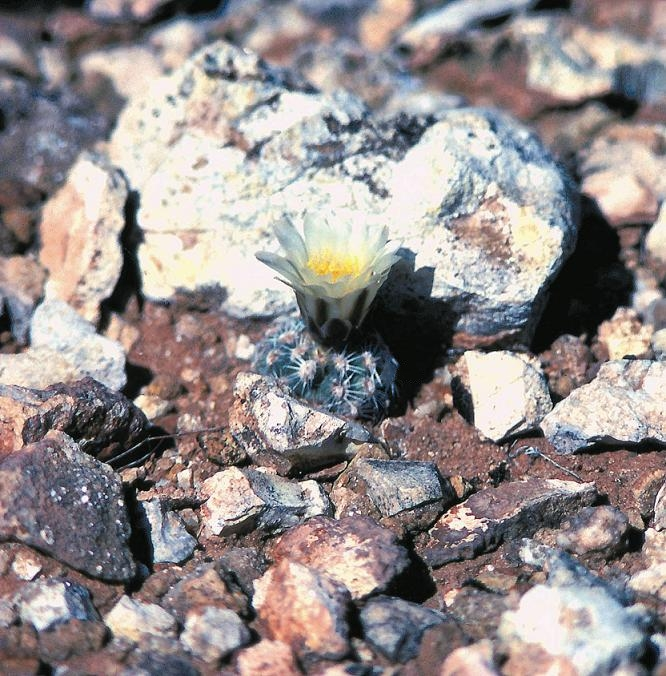
En su hábitat

## Distribución
Es endémico de Utah y Arizona en Estados Unidos en alturas de 1140-1350 m s. n. m. Su hábitat natural son los áridos desiertos.  Es una especie muy rara en la vida silvestre.

## Descripción
Es una planta perenne carnosa y globosa armada de espinas, de color verde y con las flores de color rosa, naranja o amarillo. 

## Taxonomía
Pediocactus bradyi fue descrita por Lyman David Benson y publicado en Cactus and Succulent Journal 34(1): 19, f. 13–14. 1962. La especie tipo es: Pediocactus simpsonii
Etimología
Pediocactus: nombre genérico que deriva de las palabras griegas: "pedion" - lo que significa "llanura" - por las Grandes Llanuras de los Estados Unidos donde se encuentran las plantas.
bradyi: epíteto
Sinonimia
- Toumeya bradyi  (L.D.Benson) Earle
- Pediocactus simpsonii ssp. bradyi (Engelm.) Britton & Rose
- Puebloa bradyi (L.D.Benson) Doweld
- Pediocactus winkleri K.D.Heil